# Gamasiphis bengalensis
Gamasiphis bengalensis är en spindeldjursart som beskrevs av Asit K.Bhattacharyya 1966. Gamasiphis bengalensis ingår i släktet Gamasiphis och familjen Ologamasidae. Inga underarter finns listade i Catalogue of Life.